# Lithoxenus heptapotamica
Lithoxenus heptapotamica är en insektsart som först beskrevs av Pylnov 1911.  Lithoxenus heptapotamica ingår i släktet Lithoxenus och familjen vårtbitare. Inga underarter finns listade i Catalogue of Life.